# Cộng hòa Pisa
Cộng hòa Pisa là một quốc gia độc lập trên thực tế tập trung vào thành phố Pisa của Toscana trong suốt cuối thế kỷ 10 và 11. Nó vươn lên trở thành một cường quốc kinh tế, một trung tâm thương mại với giới thương nhân thống trị nền thương mại Địa Trung Hải và Ý suốt một thế kỷ trước khi bị vượt qua và thay thế bởi Genova. Sức mạnh của Pisa như là một quốc gia hàng hải hùng mạnh bắt đầu phát triển và đạt đến đỉnh cao vào thế kỷ 11 khi nó đạt được danh tiếng truyền thống là một trong bốn nước cộng hòa hàng hải chính yếu trong lịch sử Ý.

## Lịch sử

### Hưng khởi
Trong giai đoạn Trung kỳ Trung Cổ thành phố dần dần phát triển thành một trung tâm thương mại và hải quân rất quan trọng và kiểm soát một đội thương thuyền và hải quân Địa Trung Hải đáng kể. Nó mở rộng ảnh hưởng của mình thông qua việc cướp phá Reggio di Calabria ở miền nam nước Ý vào năm 1005. Pisa vẫn có xung đột liên miên với người Saracen đóng bản doanh tại astersa Ý, nhằm kiểm soát vùng biển Địa Trung Hải. trong lúc liên minh với Genova, Sardinia đã bị chiếm vào năm 1016 với sự thất bại của nhà lãnh đạo Saracen là Mujahid al-'Āmirī (Mogehid). Chiến thắng này đã tạo nên ưu thế cho người Pisa trên vùng biển Tyrrhenia. Rồi sau đó họ lại hất cẳng người Genova ra khỏi Sardinia, làm nảy sinh một cuộc xung đột mới và sự thù địch kể từ đấy giữa hai nước cộng hòa hàng hải. Từ năm 1030 đến năm 1035, Pisa đã đánh bại thành công một số thị thù địch trấn ở Tiểu vương quốc Sicilia và chinh phục Carthage ở Bắc Phi. Vào năm 1051–1052 Đô đốc Jacopo Ciurini đã chinh phục đảo Corsica, khiến người Genova ngày càng bất bình nhiều hơn. Năm 1063, người Pisa đã tiếp cận được vị lãnh chúa Norman là Roger I của Sicilia, người đã tiến hành một chiến dịch chinh phục Sicilia kéo dài hơn ba thập kỷ, với triển vọng của một cuộc tấn công chung nhằm chiếm lấy Palermo. Roger đã từ chối do các cam kết khác. Không có tiếp ứng từ trên bộ, cuộc tấn công thành Palermo của quân Pisa đã phải chịu thảm bại.
Năm 1060, Pisa tham gia vào trận chiến đầu tiên chống lại Genova và chiến thắng rực rỡ này giúp họ củng cố vị thế của mình ở Địa Trung Hải. Giáo hoàng Gregory VII đã phải công nhận bộ "luật và thuế quan trên biển" mới vào năm 1077 do người Pisa soạn ra, Hoàng đế La Mã Thần thánh Henry IV còn ban cho họ quyền chỉ định viên chức lãnh sự của mình, dưới sự cố vấn của một Hội đồng Trưởng lão. Điều này chỉ đơn giản là một sự xác nhận về tình hình hiện tại, bởi vì vào lúc này Hầu tước Toscana (vị lãnh chúa phong kiến trên danh nghĩa của Pisa) đã bị đoạt lấy quyền hành. Pisa cũng tiến hành cướp phá thành phố Mahdia của Zirid vào năm 1088. Bốn năm sau, tàu chiến của Pisa và Genova đã giúp vua Alfonso VI xứ Castile đánh đuổi El Cid ra khỏi Valencia. Năm 1092 Giáo hoàng Urban II đã trao cho Pisa quyền thống trị đảo Corsica và Sardinia và đồng thời nâng Giáo phận Pisa lên đến bậc Tổng giáo phận Thành phố Pisa.

### Thập tự chinh

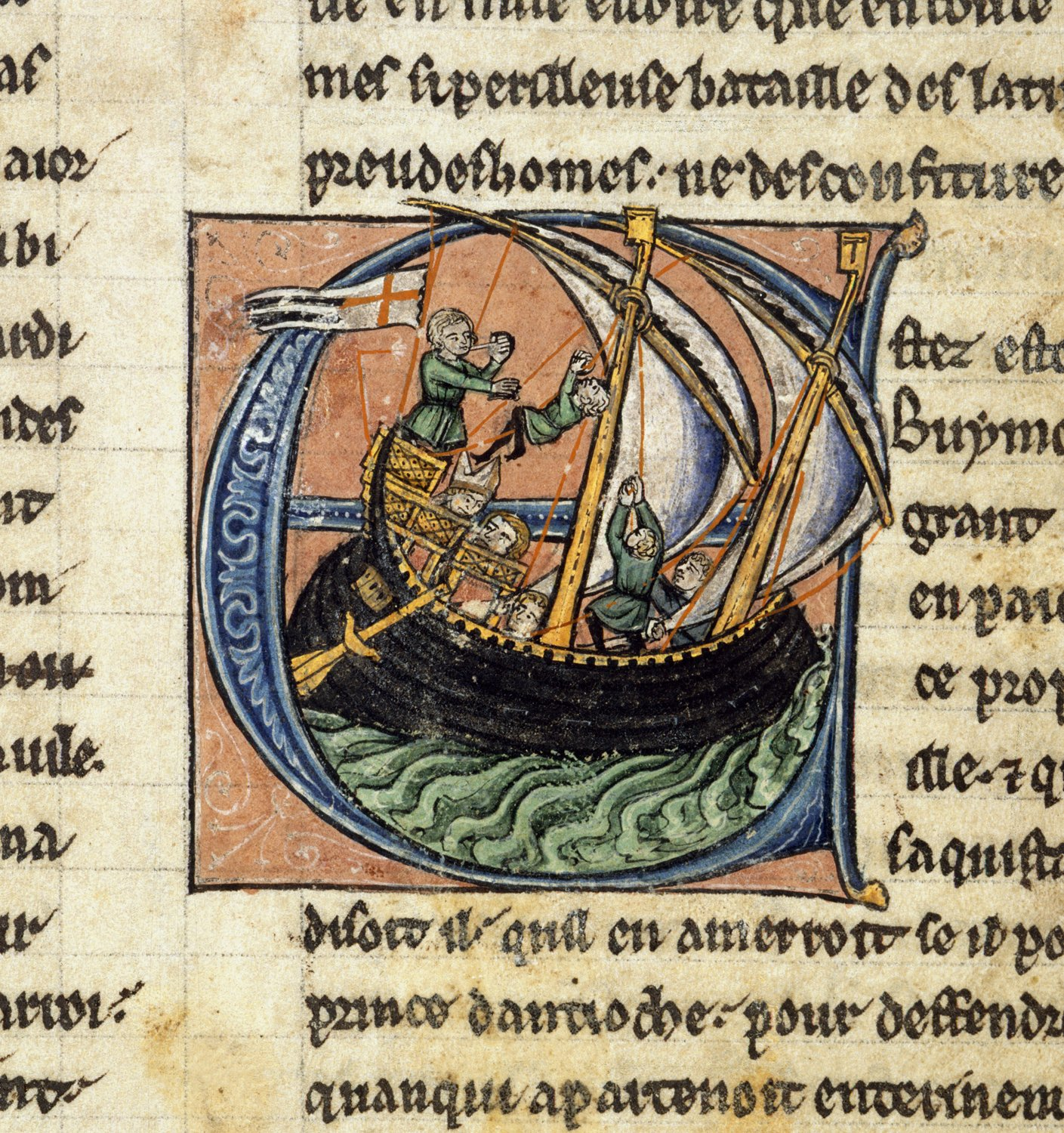
Dagobert nhổ neo một con tàu treo cờ thánh giá của Thánh George

Một hạm đội 120 tàu của Pisa đã tham gia vào cuộc Thập tự chinh đầu tiên và họ còn cung cấp phương tiện trong cuộc vây hãm Jerusalem vào năm 1099. Trên đường đến Đất Thánh tàu thuyền Pisa đã không bỏ lỡ cơ hội cướp bóc một số hòn đảo của Byzantine. Quân thập tự chinh Pisa dưới sự chỉ huy của Tổng giám mục Dagobert, về sau là Thượng phụ Jerusalem của Latinh trong tương lai.
Pisa và các nước cộng hòa hàng hải khác đã lợi dụng cuộc thập tự chinh để thiết lập các trạm giao thương và thuộc địa ở những vùng ven biển phía đông Syria, Liban và Palestine. Đặc biệt người Pisa còn thành lập vô số thuộc địa ở Antioch, Acre, Jaffa, Tripoli, Týros và Latakia. Họ cũng thiết lập các vùng đất thuộc địa khác ở Jerusalem và Caesarea, ngoài số thuộc địa nhỏ hơn (với quyền tự chủ thấp hơn) tại Cairo, Alexandria và tất nhiên là Constantinopolis, nơi mà Hoàng đế Byzantine Alexius I Comnenus ban cho họ đặc quyền neo đậu và buôn bán. Trong tất cả các thành phố này người Pisa đều được cấp quyền ưu đãi và miễn thuế, nhưng phải đóng góp cho việc phòng thủ của họ trong trường hợp bị tấn công. Vào thế kỷ 12 khu phố người Pisa ở phần phía đông của Constantinopolis đã tăng lên đến 1.000 người. Đối với một vài năm của thế kỷ này thì Pisa vẫn là thương gia và đồng minh quân sự nổi bật nhất của Đế quốc Byzantine, vượt qua cả chính nước Cộng hòa Venezia.
Tại phía tây Địa Trung Hải, mặc dù Giáo hoàng Gregory VII đã cấp quyền bá chủ trên quần đảo Balearic cho Pisa vào năm 1085, và giới thương nhân Pisa nằm trong số những người khởi xướng cuộc viễn chinh quần đảo Balearic 1113–1115, họ đã thất bại trong cuộc chiến lâu dài nhằm đánh đuổi taifa của Hồi giáo ở đây.

### Suy tàn
Pisa trong vị thế của một cường quốc hàng hải trên thế giới rốt cuộc cũng chấm dứt bởi những thất bại nặng nề của lực lượng hải quân trong trận chiến Meloria chống lại Genova vào năm 1284. Trong trận này, hầu hết số tàu galley đều bị phá hủy và nhiều thủy thủ đoàn bị bắt làm tù binh. Năm 1290, một hạm đội tàu chiến Genova đã bất chợt tấn công Porto Pisano nhằm định đoạt số phận của quốc gia độc lập Pisa. Là một phần trong lãnh thổ tự trị của Gabriele Maria Visconti sau năm 1399, Pisa sau đó đã được bán cho Firenze vào năm 1402. Sau một cuộc kháng cự đẫm máu và vô ích, chính quyền thành phố cuối cùng phải chịu khuất phục vào năm 1406.

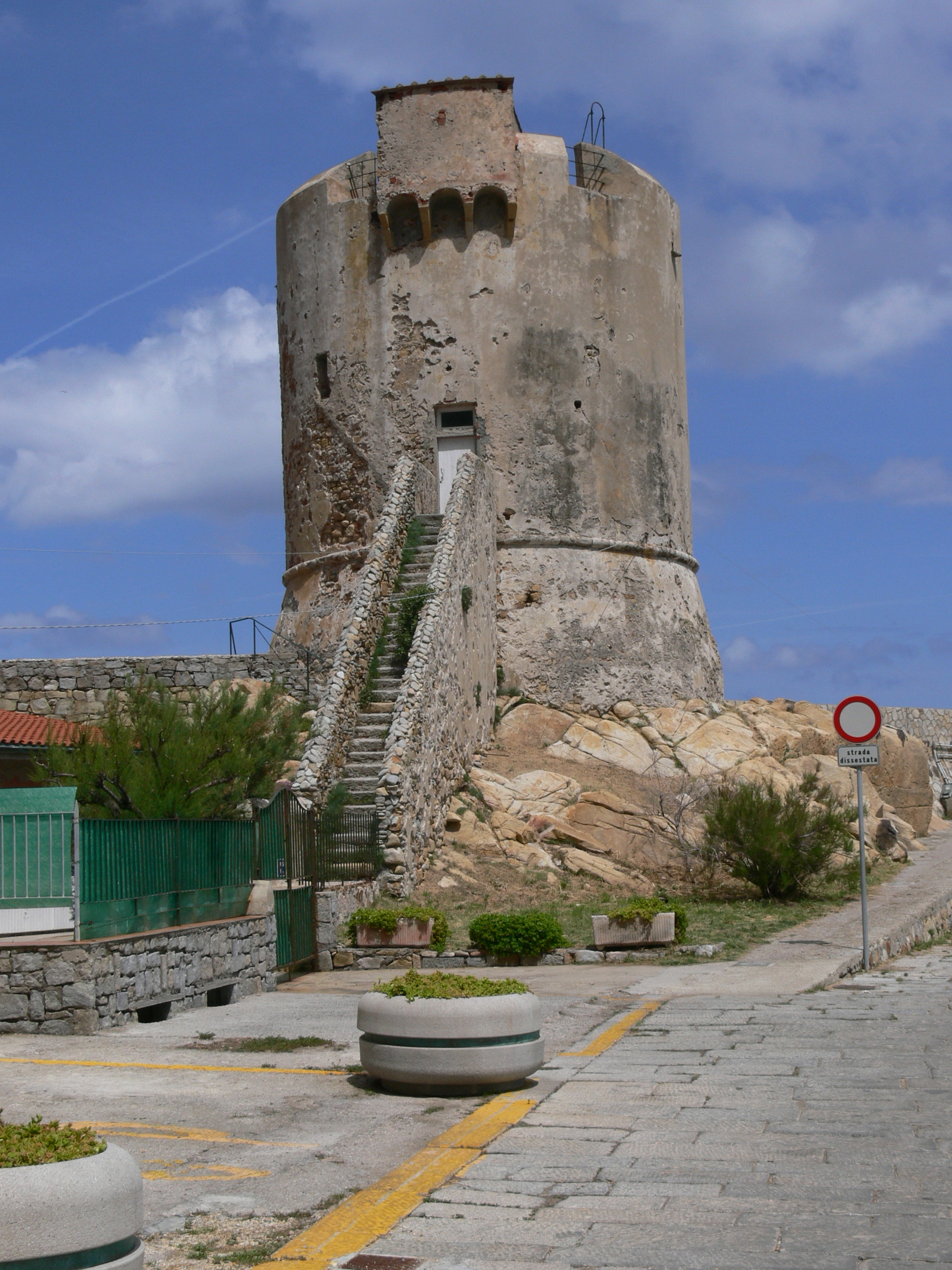
Tháp canh Pisa trên Elba do nước Cộng hòa xây dựng để chống lại cướp biển Saracen
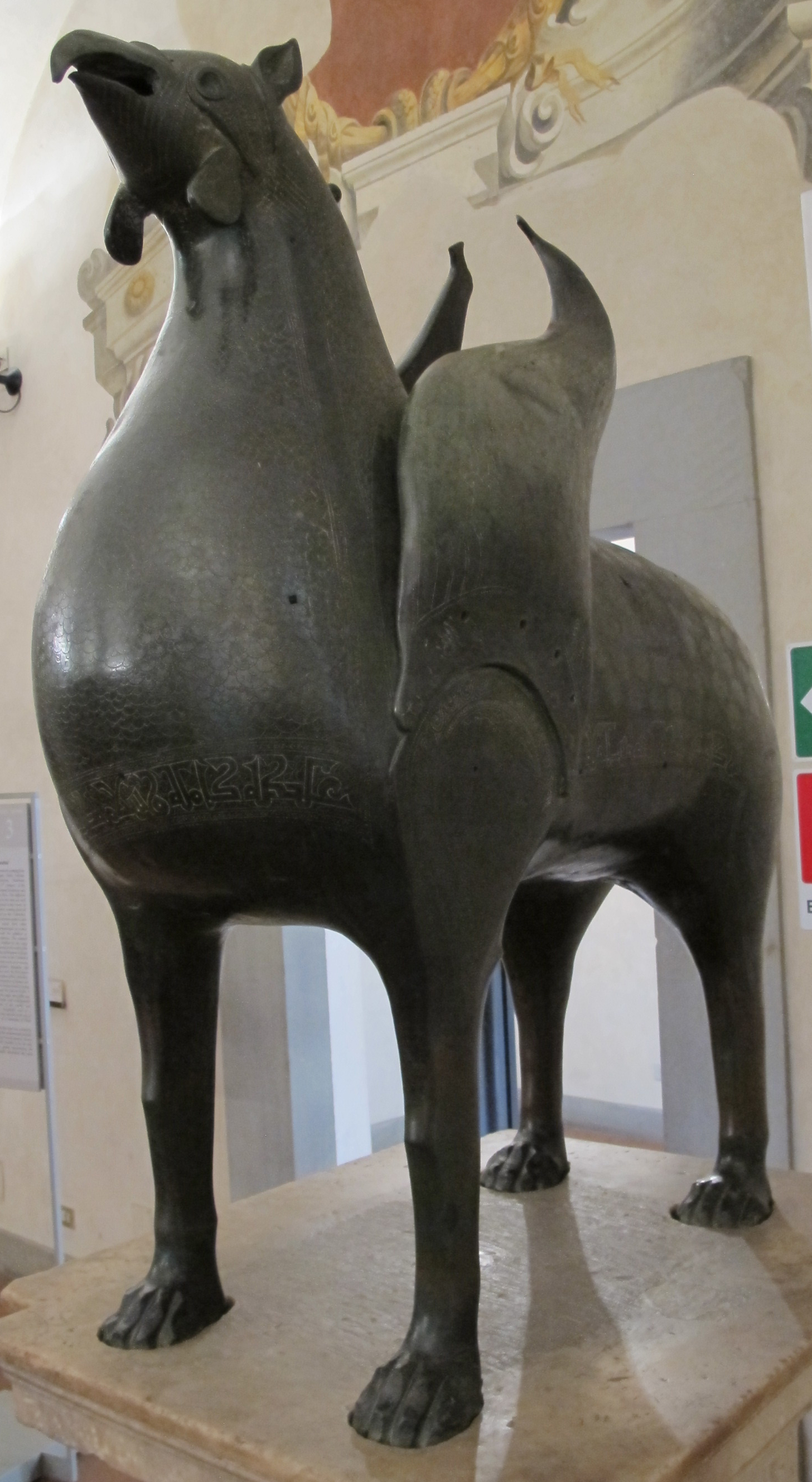
Sư tử đầu chim Pisa - một chiến lợi phẩm từ một trong nhiều chiến dịch của Pisa khi công hãm những đồn lũy của quân Hồi giáo
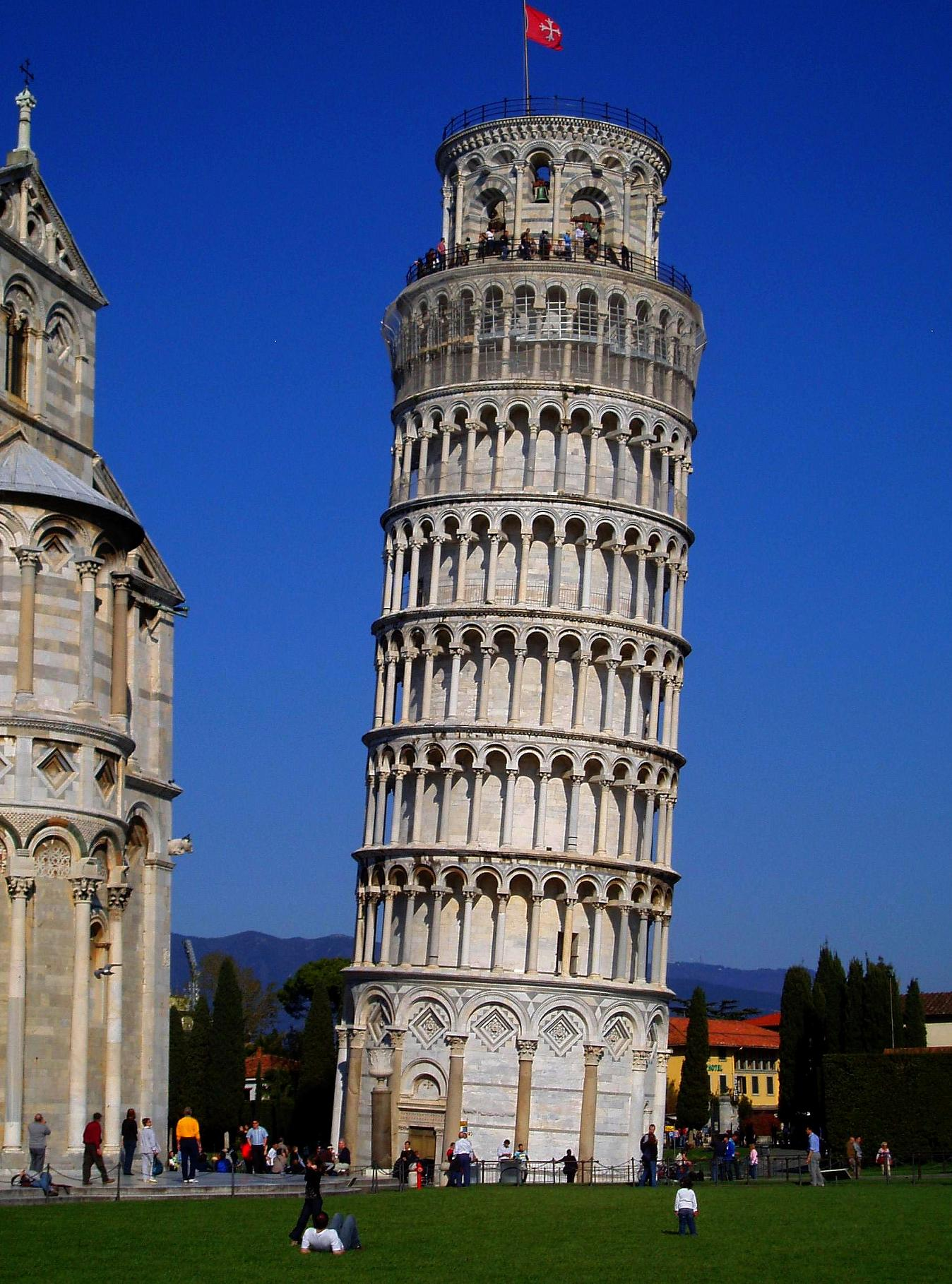
Quốc kỳ Pisa (Thánh Giá Pisa) treo trên Tháp nghiêng Pisa (xây từ thế kỷ 12-14)

## Lãnh đạo Cộng hòa Pisa
- Bá tước Ugolino della Gherardesca 1285-1289, thị trưởng
- Nino Visconti (1286-1288], thẩm phán Gallura
- Tổng giám mục Ruggieri Ubaldini 1288
- Bá tước Guido da Montefeltro, thị trưởng 1289-1291
- (Consiglio degli Anziani, 1202-1312)
- Uguccione della Faggiola 1313-1316, thị trưởng
- Bá tước Gherardo della Gherardesca 1316-1324,
- Bá tước Rinieri della Gherardesca 1324-1327
- Bá tước Fazio della Gherardesca 1327-1341, cha sở đế chế
- Bá tước Ranieri II della Gherardesca và cận vệ của ông Tinuccio della Rocca 1341-1347, được bầu làm lãnh tụ
- Andrea Gambacorta 1347-1354, lãnh tụ
- Francesco Gambacorta 1354-1355, lãnh tụ
- Marquado di Randeck e Gualtieri di Hochschiltz1355-1364, cha sở đế chế
- Giovanni dell'Agnello 1364-1368, tổng trấn
- Pietro Gambacorta 1369-1392, lãnh tụ
- Jacopo d'Appiano 1392-1398, lãnh chúa Pisa
- Gherardo d'Appiano 1398, lãnh chúa Pisa
- Gian Galeazzo Visconti duca di Milano 1399-1402, lãnh chúa Pisa
- Gabriele Maria Visconti 1402-1406, lãnh chúa Pisa.